# Osečina
Osečina je město a opština v Kolubarském okruhu v Srbsku. V roce 2011 ve městě žilo 2 704 obyvatel, zatímco v celé opštině 12 571. Město leží 34 kilometrů severozápadně od Valjeva a 130 kilometrů jihozápadně od Bělehradu.

## Sídla
Opština Osečina se skládá z města Osečina a následujících vesnic:
| - Pecka - Gunjaci - Lopatanj - Osečina (vesnice) - Komirić - Skadar - Carina | - Dragodol - Dragijevica - Belotić - Plužac - Bastav - Ostružanj - Gornje Crniljevo | - Konjic - Sirdija - Bratačić - Tuđin - Konjuša |